# Polypedates insularis
Polypedates insularis är en groddjursart som beskrevs av Das 1995. Polypedates insularis ingår i släktet Polypedates och familjen trädgrodor. IUCN kategoriserar arten globalt som starkt hotad. Inga underarter finns listade i Catalogue of Life.